# 아베 사다오
아베 사다오(일본어: 阿部 サダヲ あべ サダヲ[*], 1970년 4월 23일 ~ )는 일본의 영화 배우, 탤런트이다. 본명은 아베 다카시(阿部 隆史).
지바현 마쓰도시 출신. 마쓰도 시립 마쓰도 고등학교 졸업. 마츠오 스즈키가 주재하는 극단 '오토나케이카쿠' 소속이며, 연극 무대를 중심으로 다방면에서 활동하고 있다. 1995년, 같은 소속사 배우들과 그룹 타마시라는 이름의 밴드를 결성, 보컬 '하카이'로 활동.

## 인물
- 1992년, 오토나케이카쿠 입단 당시에는 연극 경험이 전무했으나 현재는 극단의 간판 배우로서 활동하고 있다.
- 배우가 되기 전에는 아키하바라의 LaOX에서 근무했었으나 그 일이 너무나 싫어져 퇴사했고, 그 후 극단에 입단하기 전까지 트럭 운전 등을 전전했다.
- 하라 다쓰노리를 동경해 야구를 시작했고, 초·중·고 모두 야구부에 소속했었다. 중학교, 고등학교 때의 포지션은 각각 2루수와 3루수였으며, 발이 빨라 도루에 능했다. 그러나 고등학교 이후 프로 야구 선수가 된 이시게 히로시를 만났고, 실력차를 통감하며 프로의 꿈을 접었다.
- 요미우리 자이언츠의 열혈 팬.
- 《마이코Haaaan!!!》으로 제31회 일본아카데미상 남우주연상, 우수상 수상.
- 그룹 타마시 멤버 고조노(코조노 류이치)와는 고교 동창이며, 졸업 후 함께 살았던 적이 있다.

### 예명의 유래
성이 '아베'여서 아베 사다 사건(阿部定事件)을 본딴 '아베 사다오 (阿部定を)'가 후보에 올랐고, '사다오 (定を)'를 가타카나로 바꿨다. 처음에는 무척이나 안색이 안 좋았기 때문에, 마츠오 스즈키에게 "네 이름 사체사진 같아"라는 말을 들었다.

## 출연

### 드라마
- 1992년 《연가에 능한 녀석은 밤에 부조리한 꿈을 꾼다》 - 츠카사 역
- 1993년 《TV 소설 카린》
- 1994년 《너에게 전하고 싶어》 제5화
- 1994년 《천천히 다이어트》
- 1995년 《너를 바라보며》
- 1996년 《캔버스 노트》
- 1997년 《춤추는 대수사선》 제9화 - 사에키 고로 역
- 1997년 《D×D》 - 하타케야마 아키라 역
- 1997년 《산타가 죽이러 왔다2》
- 1997년 《출입금지! STAFF ONLY》
- 1998년 《스위트 데빌》 제1화 - 이사카 역
- 1998년 《그 남자의 공포》
- 1998년 《소믈리에》 - 코니시 에이사쿠 역
- NHK 대하드라마
  - 1999년 《겐로쿠 요란》 - 사나다 노부오토 역
  - 2012년 《다이라노 기요모리》 - 신제이 역
  - 2017년 《여자 성주 나오토라》 - 도쿠가와 이에야스 역
  - 2019년 《이다텐~도쿄 올림픽 이야기~》 - 타바타 마사지 역
- 1999년 《엄마 자전거 형사 - 제11화 대 공황! 결혼식 폭파 예고 사건!!》
- 1999년 《여기서 키스해줘.》
- 1999년 《학교괴담 봄의 원한 스페셜》
- 1999년 《시네마 칵테일 - 제1화 싱글 블루》 - 와타미 토오루 역
- 1999년 《오니츠라 경부 오니츠라 하치로9》 - 이바라키 슈이치 역
- 1999년 《to Heart ~사랑하며 죽고싶어~》 - 야마카와 역
- 1999년 《살인 피로연》
- 1999년 《엉뚱한 3인조 2》 - 미래의 하치베 역
- 1999년 《인툴더》
- 2000년 《월하의 기사》
- 2000년 《온나자카리!! 구청의 명탐정 1》
- 2000년 《이케부쿠로 웨스트 게이트 파크》 - 하마구치 순사 역
- 2000년 《Summer Snow》 제6화
- 2000년 《해피 사랑과 감동의 이야기 2》 제8화
- 2001년 《사랑은 쓸데없는 참견》
- 2001년 《JUDGE CAFE》
- 2001년 《이혼 공작가》 제8화
- 2001년 《비밀이야 - 벌브》
- 2001년 《천국에서 가장 가까운 남자 2》 - 나스다 준 역
- 2001년 《A side B》 - 아카가와 역
- 2001년 《월요미스테리극장 - 펫 시터 사와구치 하나코 사건 1》
- 2002년 《내가 지구를 구한다》 제5화 - 다카오 타쿠로 역
- 2002년 《키사라즈 캣츠아이》 - 네코다 카오루 역
- 2002년 《엄마의 유전자》 - 마치다 역
- 2002년 《사립탐정 하마 마이크》 - 마코토 역
- 2002년 《도쿄이야기》
- 2003년 《여자와 남자와 이야기 - 제3화 밀실에서 시작되는 사랑》
- 2003년 《코코로》 - 나카지마 긴 역
- 2003년 《나의 마법사》 - 타나베 마모루 역
- 2003년 《중학생 일기 극중극》
- 2004년 《이혼남》 제1~4화
- 2004년 《외과의 레이코 3》
- 2004년 《월요미스테리극장 - 펫 시터 사와구치 하나코 사건 2》 - 미야모토 미츠루 역
- 2004년 《X'smap~호랑이와 사자와 다섯 남자~》
- 2005년 《살고싶어~가족의 생명 릴레이 생체 간이식~》
- 2005년 《타이거 & 드래곤》 - 타니나카 류헤이 역
- 2005년 《사랑의 헛소동 ~Love_StoriesII~ -웃기는 여자》 - 니시카와 모리이치 역
- 2005년 《월요미스테리극장 - 펫 시터 사와구치 하나코 사건》
- 2006년 《언페어》 - 오쿠보 유지 역
- 2006년 《날개가 꺾인 천사들 - 제4화 슬롯》 - 타카 역
- 2006년 《의룡 -Team Medical Dragon-》 - 아라세 몬지 역
  - 2007년 《의룡 -Team Medical Dragon-2》
  - 2010년 《의룡 -Team Medical Dragon-3》
- 2006년 《누구보다 엄마를 사랑해》 - 핑코(야마다 이치로) 역
- 2007년 《무나카타 교수 전기고 3》
- 2007년 《퍼스트 키스》 - 니카이도 카츠 역
- 2007년 《기묘한 이야기 봄 특별편 - 카운트다운》 - 혼다 소타로 역
- 2008년 《주간 마키 요코 - 여자 임협 명란젓피부》 - 유키오 역
- 2008년 《그 날, 우리들의 목숨은 휴지보다 가벼웠다》 - 쿠로키 쇼 역
- 2008년 《감사법인》 - 이노우에 료 역
- 2008년 《OL 니폰》 - 코바타 켄타 역
- 2009년 《불모지대》 - 타하라 히데오 역
- 2010년 《이혼동거》 - 코나카 다이 역
- 2011년 《마루모의 규칙》 - 다카기 마모루 역
  - 2011년 《마루모의 규칙 스페셜》 - 다카기 마모루 역
- 2012년 《고잉 마이 홈》
- 2013년 《선잠 선생님》
- 2014년 《엄마가 살았던 증거》
- 2015년 《마음이 부서지네요》 - 코지마 하루타 역
- 2016년 《갓파 선생님!》
- 2016년 《저격》
- 2017년 《하극상 수험》
- 2018년 《아노네》

### 영화
- 1994년 《사랑의 신세계》
- 1995년 《파칭코 슬롯머신 이야기 소매치기 당하고 참을쏘냐》
- 1995년 《녀학 / NAKED BLOOD》
- 1996년 《도키와 장의 청춘》 - 후지모토 히로시 역
- 1996년 《러브호텔의 밤 2》
- 1996년 《고쿠도의 소크라테스》
- 1997년 《피에타》
- 1998년 《F》 - 와다 역
- 1998년 《거미의 눈》 - 세이 역
- 1998년 《파워 오피스 걸》 - 마사오 역
- 1999년 《원더풀 라이프》 - 와타나베 이치로 역
- 1999년 《그룹 타마시의 덴키마무시》
- 2000년 《소용돌이》 - 야마구치 미츠루 역
- 2000년 《자와자와 시모키타자와》
- 2001년 《피를 빠는 우주》 - 세이히코 역
- 2002년 《1일 형사》 - 야스(안도 다카시) 역
- 2003년 《일본의 나체족》 - 스트로우 역
- 2003년 《신 형사축제 일발 역전 히라비리 형사》
- 2003년 《키사라즈 캣츠 아이》 - 네코다 가오루 역
- 2004년 《불량공주 모모코》 - 일각수의 류지, 산부인과 의사 역
- 2004년 《eiko》 - 오노 아츠시 역
- 2005년 《북의 영년》 - 나카노 마타주로 역
- 2005년 《한밤 중의 야지씨 키타씨》 - 긴긴 역
- 2005년 《요괴대전쟁》 - 카와 타로 역
- 2006년 《새끼 여우 헬렌》 - 경관 역
- 2006년 《키사라즈 캣츠 아이 월드 시리즈》 - 요코다 카오루 역
- 2007년 《언페어 the movie》 - 오쿠보 유지 역
- 2007년 《열흘 밤의 꿈》 - 와타시 역
- 2007년 《마이코Haaaan!!!》 - 오니즈카 기미히코 역
- 2008년 《파코와 마법의 그림책》 - 호리코메 역
- 2008년 《나의 할머니》 - 시게타 요이치 역
- 2008년 《252 생존자 있음》 - 나가사카 역
- 2009년 《얏타맨》 - 카이에다 히로시 역
- 2009년 《나와 엄마의 노란 자전거》 - 오키타 히토시 역
- 2009년 《울지않아》 - 시모이구사 유타 역
- 2010년 《오오쿠》 - 스기시타 역
- 2011년 《태평양의 기적 -폭스라 불렸던 남자-》 - 모토키 스에요시 역
- 2011년 《막역가족-막역 패밀리-》 - 요코야마 아츠시 역
- 2011년 《언페어 the answer》 - 오쿠보 유지 역
- 2011년 《원령 섬의 나키》 - 고야 원령 고양 역
- 2014년 《영화 기생수》 - 오른쪽이 역
- 2017년 《이름없는 새》 - 진지 역
- 2018년 《라우더! 캔트 히어 왓 유어 싱잉, 윔》
- 2023년 《리볼버 릴리》 - 야마모토 이소로쿠 역
- 2024년 《라스트 마일》 - 야기 류헤이 역

### 버라이어티
- 웃기는 개의 태양
- 중딩입니다 (2003년 11월 1일)
- SMAP×SMAP (2007년 6월 18일, 2008년 9월)
- 톤네루즈의 여러분 덕분이었습니다 (2007년 6월 21일)
- 산마노만마
- 신 도모토형제
- 온코씨 (1993년 가을 ~ 1994년 봄 고정 게스트)
- 캇툰 KAT-TUN
- TOP Runner
- 세계 우루룬 체재기 (2006년 12월)
- 세키구치 히로시의 도쿄 프렌드 파크II (2009년 11월 12일)

## 같이 보기
- 그룹 타마시
- 쿠도 칸쿠로